# Eric Linklater
Eric Robert Russell Linklater (Dounby, Orkney, 8 maart 1899 - Orkney, 7 november 1974) was een Schots schrijver.

## Leven en werk
Linklater was de zoon van een Zweedse zeeman die trouwde met een Britse vrouw. Hij bracht zijn jeugd oor op de Orkney-eilanden. De hem zo kenmerkende drang naar avontuur kwam reeds tot uiting op zijn twaalfde jaar, toen hij al eens van het gymnasium te Aberdeen 'wegliep naar zee'. Zijn studie moest hij vervolgens onderbreken om tijdens de Eerste Wereldoorlog dienst te doen bij de 'Black Watch', maar uiteindelijk promoveerde hij toch in de Engelse taal- en letterkunde. Vervolgens werkte hij een aantal jaren als journalist voor de “Times of India” te Bombay. Eind jaren twintig vestigde hij zich in de Verenigde Staten. Later trok hij weer terug naar Schotland en doceerde Engelse literatuur aan de Universiteit van Aberdeen. Later was hij daar ook rector.
Vanaf de jaren dertig legde Linklater zich toe op het schrijven. Met name in Engeland had hij al snel succes. Tot zijn bekendste werken behoren Juan in America (1931, een roman vol actie, maar ook met spot voor de Amerikaanse samenleving), het kinderboek The Wind on the Moon (1944) en het satirische Private Angelo (1946, over de lotgevallen van een Italiaanse soldaat tijdens de Tweede Wereldoorlog, later verfilmd). In opdracht van het Britse Ministerie van informatie schreef hij tijdens de oorlog het propagandawerk The Northern Garrisons.
Het werk van Linklater ademt nadrukkelijk de Schotse sfeer, die hij uiteindelijk altijd trouw bleef. Vaak stelt hij menselijke zwakheden aan de kaak, zonder daarbij kwetsend te worden. Zijn stijl is enigszins omslachtig, 'maar de vitaliteit die zijn werk doorzindert houdt zijn proza desalniettemin meeslepend'.
Linklater stierf in 1974 en ligt begraven in Orkney.